# Combretaceae
Las combretáceas (Combretaceae) son una familia del orden de las mirtales, que comprende alrededor de 600 especies de árboles, arbustos y trepadoras en 20 géneros. Su hábitat se extiende por los trópicos y subtrópicos; en ella se encuentran los géneros Laguncularia y Lumnitzera, dos mangles.
Algunas especies se usan localmente como madera, corteza para curtir o medicinas; algunas son ornamentales; Terminalia catappa se come como fruta y como nuez.

## Descripción
Son árboles, arbustos o bejucos, raramente espinosos; plantas hermafroditas, andromonoicas o raramente dioicas. Hojas opuestas, alternas, espiraladas o verticiladas, simples, enteras, con tricomas simples y atenuados que típicamente presentan un compartimento basal, con o sin tricomas glandulares de uno (raramente ambos) de los dos tipos: glándulas cortas y capitado pediculadas o "escamas peltadas subsésiles; pecíolos presentes, estípulas ausentes. Inflorescencias axilares o terminales, capitadas a ensanchadas, espigas, panículas o raramente racimos, presentando el mismo patrón de tricomas que las hojas; flores 4–5-meras, actinomorfas o a veces débilmente zigomorfas, epíginas o raramente semi-epíginas; hipanto (receptáculo) generalmente rodeando al ovario (hipanto inferior) y extendido más allá para formar la parte superior pateliforme o tubular del hipanto que porta los estambres y el perianto; sépalos 4 o 5 (8), dispuestos en el ápice del hipanto superior, generalmente pequeños, raramente acrescentes; pétalos frecuentemente ausentes o 4 o 5, alternando con los sépalos, generalmente dispuestos en o cerca del ápice del hipanto superior, frecuentemente pequeños, a veces conspicuos; estambres generalmente en doble número que (raramente en triple número) los sépalos, a veces en igual número, raramente los ausentes representados por estaminodios, dispuestos dentro del hipanto superior generalmente en 2 niveles, exertos o incluidos, con anteras ditecas, dorsifijas, generalmente versátiles (raramente adnadas); disco nectarífero frecuentemente presente en la base del hipanto superior; ovario 1-locular, con 2–6 óvulos apicales, péndulos; estilo 1, estigma puntiforme. Fruto generalmente indehiscente, con pared seca o suculenta, frecuentemente con 2–5 alas papiráceas a coriáceas; semilla 1, endosperma ausente, cotiledones 2 (3), a veces fusionados y formando una estructura peltada, dorsiventral y variadamente doblada o espiralada en la semilla, o raramente hemisférica.

## Subfamilias
- Combretoideae
- Strephonematoideae

## Géneros
| - Anogeissus - Buchenavia - Bucida - Calopyxis - Calycopteris | - Combretum - Conocarpus - Dansiea - Guiera - Laguncularia | - Lumnitzera - Macropteranthes - Meiostemon - Pteleopsis - Quisqualis | - Strephonema - Terminalia - Terminaliopsis - Thiloa |